# Prochowice (gemeente)

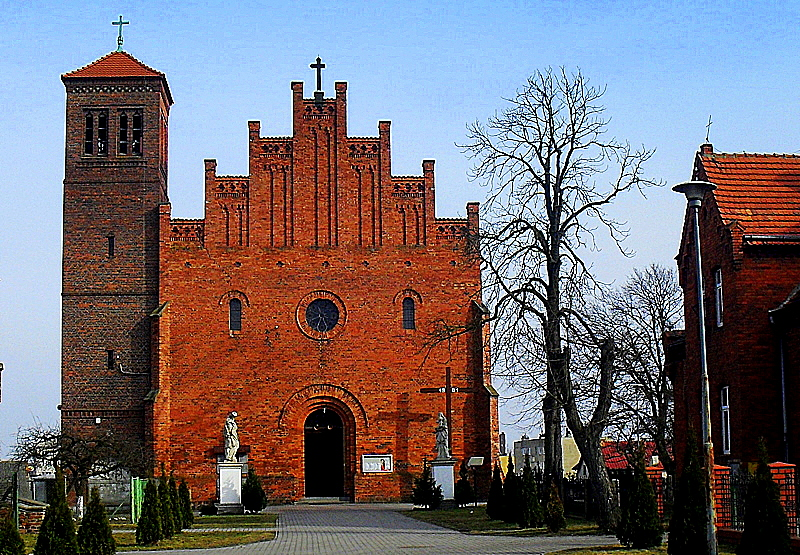
Kerk in Prochowice

De gemeente Prochowice is een stad- en landgemeente in het Poolse woiwodschap Neder-Silezië, in powiat Legnicki.
De zetel van de gemeente is in Prochowice.
Op 30 juni 2004 telde de gemeente 7516 inwoners.

## Oppervlakte gegevens
In 2002 bedroeg de totale oppervlakte van gemeente Prochowice 102,62 km², waarvan:
- agrarisch gebied: 56%
- bossen: 32%

De gemeente beslaat 13,78% van de totale oppervlakte van de powiat.

## Demografie
Stand op 30 juni 2004:
| Omschrijving                   | Totaal | Totaal | Vrouwen | Vrouwen | Mannen | Mannen |
| ------------------------------ | ------ | ------ | ------- | ------- | ------ | ------ |
| eenheid                        | aantal | %      | aantal  | %       | aantal | %      |
| inwoners                       | 7516   | 100    | 3783    | 50,3    | 3733   | 49,7   |
| bevolkingsdichtheid (inw./km²) | 73,2   | 73,2   | 36,9    | 36,9    | 36,4   | 36,4   |

In 2002 bedroeg het gemiddelde inkomen per inwoner 1529,38 zł.

## Administratieve plaatsen (sołectwo)
Cichobórz, Dąbie, Golanka Dolna, Gromadzyń, Kawice, Kwiatkowice, Lisowice, Mierzowice, Motyczyn, Rogów Legnicki, Szczedrzykowice (sołectwa: Szczedrzykowice en Szczedrzykowice-Stacja).

## Aangrenzende gemeenten
Kunice, Lubin, Malczyce, Ruja, Ścinawa, Wołów